# 요재지이
《요재지이》(중국어: 聊齋志異, 속칭 《귀호전》중국어: 鬼狐傳)은 청나라 초기 포송령이 지은 16권의 소설집이다.
문장은 당의 전기풍(傳奇風)의 것과 육조(六朝)의 지괴체의 것이 있는데 특징은 전자에 있으며, 고귀(孤鬼) 망령이 인간보다도 더 인간미가 있게 그려지고 있다. 문장 마지막 부분 평어(評語)는 훈계나 숙명론을 기술한 것이 많으며, 때로는 격한 분노를 보여 가공의 세계를 빌어 사회비판을 했다. 여담은(呂湛恩)의 주석 이래 각종 평주본(評註本)이 간행되어 유행을 촉진시켰다.

## 한국어 번역본
- 김혜경 역, 《요재지이》, 2002년, 민음사 (전6권)
- 박종호 역, 《요재지이》, 2024년, (전6권) ASIN B0D2QP6PSW

## 요재지이
요재지이(聊齋志異)는 중국 청나라 초기에 포송령이 지은 문어체 소설집. 당나라 전기(傳奇) 계통으로, 민간 설화에서 취재한 것으로 여자로 둔갑한 여우가 사람과 사랑하는 이야기, 신선과 이인(異人)의 이야기, 사람으로 변한 정령의 이야기와 같은 괴담 혹은 기담으로 이루어져 있다. 1679년에 완성하고 1765년에 간행하였다.

## 운칠기삼
운칠기삼(運七技三)은 운이 칠 할이고 재주나 노력이 삼 할이라는 뜻으로, 사람의 일은 재주나 노력보다 운에 달려 있음을 이르는 말로 요재지이에 언급되고 널리 회자된 고사성어이다.